# سی جی ساندرز
سی جی ساندرز (انگلیسی: C. J. Sanders؛ زادهٔ ) یک هنرپیشه اهل ایالات متحده آمریکا است. وی از سال ۲۰۰۴ میلادی تاکنون مشغول فعالیت بوده‌است.